# Alvin Langdon Coburn
Pour les articles homonymes, voir Coburn et Langdon.
Alvin Langdon Coburn, né le 11 juin 1882 à Boston (États-Unis), et mort le 23 novembre 1966 à Rhos-on-Sea (Grande-Bretagne), est un photographe américano-britannique.
Alvin Langdon Coburn a créé dans une période relativement brève, du début du XXe siècle jusqu'au début des années 1920, une œuvre riche qui représente un apport important à la photographie pictorialiste.

## Biographie
Alvin Langdon Coburn commença à photographier à l'âge de huit ans en 1890 et a exposé dès 1898. Dans le journal de Stieglitz, Camera Work, apparaissent pour la première fois en 1904 des photos de Coburn. Il photographie surtout des personnes de la vie publique, en particulier des écrivains (par exemple une série de portraits de George Bernard Shaw).
En 1912, il part pour l'Angleterre et participe, sous l'influence de son ami Ezra Pound, au vorticisme. À cette époque, Alvin Langdon Coburn réalise des photographies abstraites, qu'il nomme « vortographies ».
Dans les années 1960, il lègue ses quelque 20 000 photographies et négatifs à la George Eastman House, à New York.

## Livres
- 1909 : London
- 1910 : New York (introduction de H. G. Wells)
- 1911 : The door in the wall and other stories de H. G. Wells, New York et Londres, M. Kennerley : illustré de 10 photographies d'Alvin Langdon Coburn imprimées en photogravure sous sa direction.
- 1913 : Men of Mark
- 1925 : Moor Park
- 1922 : More Men of Mark

## Littérature
- Alvin Langdon Coburn: A Portfolio of Sixteen Photographs, 1962
- Alvin Langdon Coburn, 1882 – 1966, P. Blatchford, Londres, 1978
- Alvin Langdon Coburn, Fotografien 1900 – 1924, Zurich, 1999